# Vicki Baum
Vicki Baum (Viena, 24 de enero de 1888-Hollywood, 29 de agosto de 1960), fue una escritora austríaca de origen judío cuya obra alcanzó gran popularidad por su estilo y sus adaptaciones al cine. Vivió gran parte de su juventud en Alemania hasta su exilio en 1931, tras el cual vivió en Estados Unidos

## Trayectoria y vida personal
Vicki Baum nació en 1888 en Viena, en el seno de una familia de origen judío. Una serie de anotaciones recopiladas en su autobiografía permiten conocer cómo fue su infancia y vida familiar. Su padre era comerciante y pertenecían a la clase acomodada, judíos liberales con cierta formación cultural. Su madre Mathilde padecía una enfermedad mental que le suponía constantes delirios e intentos de suicidio. Baum perdió temprano a su abuelo, a quien consideraba su único aliado en la familia. Cuando tenía aproximadamente 10 años su madre fue internada en un centro debido a su grave estado. Vicki quedó entonces sola con su padre, Hermann Baum, con quien nunca tuvo buena relación. Escribió a lo largo de su vida numerosos personajes basados en él. Tras años de prohibiciones en casa debido a lo estricto de su padre, su madre decidió que comenzara a aprender a tocar el arpa. Su padre, con el que sí compartía pasión por el baile, aceptó, y así comenzó su carrera como música.
Fue aprendiz de arpista desde los 13 años y durante seis, y se empapó de la cultura musical vienesa, asistiendo a numerosos conciertos, siendo uno de sus mayores referentes el compositor Gustav Mahler. Aprobó los exámenes del conservatorio vienés y consiguió puesto como arpista en la orquesta de la Sociedad de Conciertos de Viena. Durante esta época se interesó por la literatura, leyó a los clásicos, incluso envió un relato que le fue publicado en la revista Die Muskete.
También en estos años conoció al poeta Max Prels, que se enamoró perdidamente de ella y trató de ganarse su favor. Tras la traumática muerte de la madre de Vicki y su posterior y grave enfermedad, terminaron por casarse. Juntos vivieron en un pequeño apartamento y llevaban un estilo de vida bohemio que les llevaba a menudo a los cafés literarios de la época. Max se ganaba la vida escribiendo relatos, aunque muchos de ellos pertenecían realmente a Baum, que se los cedía. En 1910, ante su preocupante situación económica, se divorciaron, aunque siguieron manteniendo su amistad hasta la prematura muerte de Prels.
Aburrida de su trabajo como arpista en la orquesta, consiguió una audición en la ciudad de Darmstadt, y posteriormente el puesto de Música de Cámara y de la Corte del Gran Ducado, donde ganaba un buen sueldo. Allí se casa con su segundo marido, Richard Lert, y escribe su primer libro, Frühe Schatten, durante los convulsos años de la Primera Guerra Mundial. Fue tras casarse cuando dejó su carrera como música, incluso vendió su arpa, y no volvió a tocar en una orquesta. Se mudaron a Kiel por el trabajo de Lert, y más tarde a Hannover, siempre por causa del trabajo de su marido. Durante esta época se carteaba con Max Prels, que trabajaba en la editorial berlinesa Ullstein. Allí le publicaron la novela Der Eingang zur Bühne, pagándole una gran suma de dinero.

Fue durante su tiempo en Hannover cuando, debido al carácter aburrido de la ciudad y a su tiempo libre, comenzó a escribir de una forma más continua, recibiendo adelantos y finalmente un contrato como autora en Ullstein. En 1921, y gracias a su fascinación por la bailarina Mary Wigman, comenzó a bailar y siguió cultivando ese interés hasta 1931. 

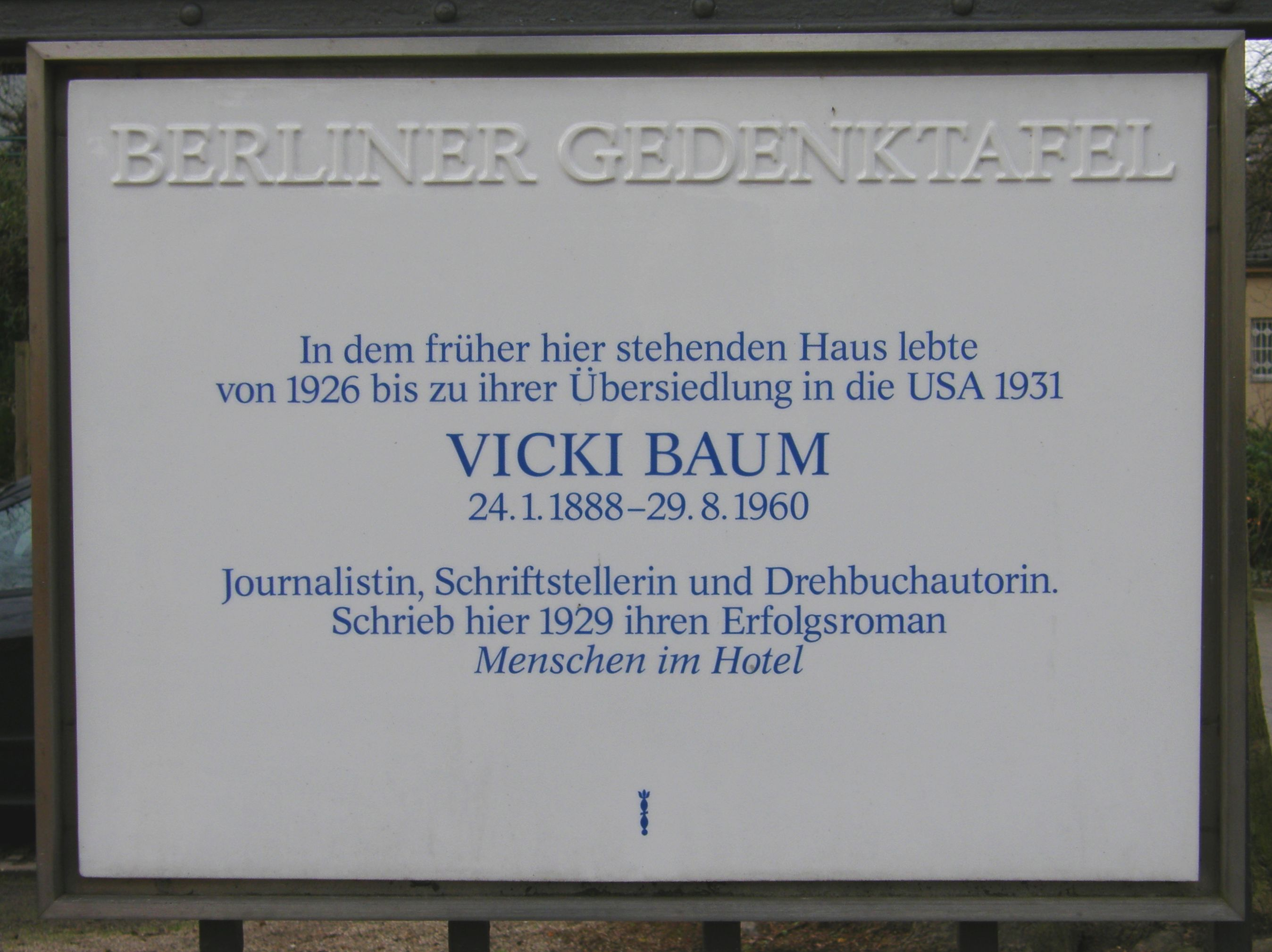
Placa memorial en Grunewald, pedanía de Charlottenburg-Wilmersdorf.

Tras su paso por Mannheim, ciudad que ni ella ni su marido disfrutan, acepta un trabajo como ilustradora de moda en Ullstein, por lo que ella y Lert se mudan a Berlín. A partir de 1926 Vicki trabaja escribiendo piezas varias para la editorial, destacando su trabajo para la revista Die Dame, sobre sociedad, cultura, diseño... Para 1928 ya se ocupa de varias secciones dentro de la editorial, y escribe paralelamente en su tiempo libre.
En 1929 publica su mayor éxito, Menschen im Hotel, por entregas, con un público amplio que iba más allá de clases sociales. En su novela aparecen personajes basados en personas reales que había ido conociendo, así como un ambiente dentro del hotel que resultaba realista a la par que satírico. Conseguía mezclar un tono trivial, de "novela ligera", con un estilo que iba más allá de otras novelas similares, siendo aclamada por los críticos. A raíz de este éxito, escribió su versión teatral, que gozó de una acogida similar, lo cual hizo que su nombre llegara a Estados Unidos. Cuando le ofrecieron escribir un guion para su adaptación cinematográfica, Vicki Baum se mudó. Para entonces la situación política en Alemania comenzaba a ser crítica, y ante el avance del nacionalsocialismo, Baum decidió emigrar definitivamente. Esta decisión fue cuestionada debido a que parecía una medida exagerada, y sin embargo resultó ser acercada, ya que la alejó de cualquier persecución posterior, a la par que le permitió labrar un futuro en Estados Unidos, antes de que la emigración fuera masiva. Sus libros fueron prohibidos durante el Tercer Reich debido a su origen judío. 
De la adaptación de Menschen im Hotel, cabe destacar que realzó la carrera de Greta Garbo, en declive en el año 1932, y que fue un gran éxito en taquilla. Otras de sus novelas han sido igualmente tomadas como guiones cinematográficos, como por ejemplo, Rendezvous in Paris, filmada en 1982 por Gabi Kubach con Claude Jade u Hotel Shanghai rodada en 1996 por Peter Patzak. Vicki se ganó la vida como guionista en Hollywood, la nacionalidad le fue concedida siete años después de su llegada al país, en 1938. Otra de sus novelas es El ángel sin cabeza, que nos retrata el México del siglo XIX y detalla con acierto las costumbres de la época y el movimiento armado de la guerra de independencia en 1810. El relato sobre esta lucha brinda un enfoque desde la perspectiva del español.
Poco después cambió su residencia a Pacific Palisades, donde desarrolló más su pasión por el diseño y vivió hasta su muerte por un derrame derivado de su leucemia, en 1960.

## Obras

### Libros
- 1919: Frühe Schatten
- 1920: Der Eingang zur Bühne
- 1921: Die Tänze der Ina Raffay
- 1922: Die anderen Tage (Novela corta)
- 1923: Die Welt ohne Sünde
- 1924: Ulle der Zwerg
- 1926: Tanzpause
- 1927: Hell in Frauensee
- 1927: Feme
- 1928: Stud. chem. Helene Willfüer
- 1929: Menschen im Hotel (Gran Hotel)
- 1930: Zwischenfall in Lohwinkel
- 1930: Miniaturen
- 1931: Pariser Platz 13
- 1935: Das große Einmaleins (Rendezvous in Paris)
- 1936: Die Karriere der Doris Hart
- 1937: Liebe und Tod auf Bali (Amor y muerte en Bali).
- 1937: Hotel Shanghai (Shanghai 37)
- 1937: Der große Ausverkauf
- 1939: Die große Pause
- 1940: The Ship and the shores/ Es begann an Bord
- 1943: Kautschuk / Cahuchu, Strom der Tränen (The weeping wood)
- 1943: Hotel Berlin / Hier stand ein Hotel
- 1946: Mortgage on Life/ Verpfändetes Leben
- 1947: Schicksalsflug
- 1949: Clarinda
- 1950: El ángel sin cabeza
- 1951: Vor Rehen wird gewarnt (Danger from Deer)
- 1953: The Mustard Seed
- 1953: Kristall im Lehm
- 1954: Marion
- 1956: Flut und Flamme (Written on water)
- 1957: Die goldenen Schuhe (Theme for Ballett)
- 1962: Es war alles ganz anders

### Guiones originales
- 1934: I Give My Love (dir. Karl Freund)
- 1935: The Night Is Young (dir. Dudley Murphy)
- 1938: The Great Waltz (no acreditada) (dir. Dudley Murphy)
- 1940: Dance, Girl, Dance (dir. Dorothy Arzner)
- 1942: Powder Town (dir. Rowland V. Lee)
- 1942: Girl Trouble (dir. Harold D. Schuster)
- 1945: Behind City Lights (dir. John English)
- 1947: Honeymoon (dir. William Keighley)

## Adaptaciones cinematográficas (selección)
- 1932 - Menschen im Hotel (Grand Hotel) Dir: Edmund Goulding
- 1945 - Hotel Berlin – Dir: Peter Godfrey
- 1945 - Weekend im Waldorf (Weekend at the Waldorf) – Dir: Robert Z. Leonard
- 1949 - Die Karriere der Doris Hart (La belle que voilà) – Dir: Jean Pierre Le Chanois
- 1950 - Rendezvous in Paris – Dir: René Clément - de la novela "Das große Einmaleins"
- 1950 - Verträumte Tage (L'aiguille rouge) - Dir: Emil E. Reinert – del cuento "Das Joch"
- 1955 - Reif auf jungen Blüten – de la novela "Eingang zur Bühne" – Dir: Marc Allégret
- 1956 - Studentin Helene Willfüer – Dir: Rudolf Jugert
- 1956 - Liebe – Dir: Horst Hächler - de la novela "Vor Rehen wird gewarnt"
- 1959 - Menschen im Hotel (Gran Hotel) – Dir: Gottfried Reinhardt